# Station Balnica
Station Balnica is een voormalig spoorwegstation in de Poolse plaats Balnica.